# TOO BAD
『TOO BAD』（トゥー・バッド）は、日本のバンド・JUN SKY WALKER(S)の6枚目のオリジナルアルバム。1991年11月15日にトイズファクトリーより発売された。

## リリース・音楽性
初回限定盤と通常盤の2形態で発売。初回限定盤には52ページのスペシャルブックレットが付属している。
前作『START』以来約9か月ぶりのオリジナルアルバム。シングルとしてリリースされた「つめこんだHAPPY」や、翌年シングルカットされた「だから自由はここにある」を含む全14曲が収録されている。
本作のアートディレクターは澤本捨史が担当。
2018年にJUN SKY WALKER(S)がメジャー・デビュー30周年を迎えたことを記念し、同年10月4日より本作含むトイズファクトリー時代のオリジナルアルバムやベスト・アルバムのストリーミング配信がスタートした。

## ツアー
1991年11月21日から1992年3月31日まで、61会場65公演に渡るライブツアー『JUN SKY WALKER(S) TOUR '91 - '92 TOO BAD』を開催。このうち、ツアー最終日となる1992年3月31日に行なわれた大阪城ホール公演の模様は、同年6月21日にリリースされたライブ・ビデオ『JUN SKY WALKER(S) TOUR '91 - '92 TOO BAD』に収録されている。

## 収録曲
- 全編曲：JUN SKY WALKER(S) / プロデュース：JUN SKY WALKER(S) & 稲葉貢一

1. 〜Opening Theme〜 だから自由はここにある [4:13]
  - 作詞：宮田和弥・森純太 / 作曲：森純太

本アルバム発売翌年に6thシングル『だから自由はここにある』としてシングルカットされた。
2. NO [3:18]
  - 作詞：森純太・宮田和弥 / 作曲：森純太
3. PARADE [3:56]
  - 作詞・作曲：寺岡呼人

ベスト・アルバム『ONE』『B(S)T』にも収録された。
4. つめこんだHAPPY (Remix Version) [4:24]
  - 作詞・作曲：宮田和弥

5thシングルのリミックス・バージョン。
「LAWSON」CMソング[3]。
5. スケッチブック [4:33]
  - 作詞：宮田和弥 / 作曲：寺岡呼人

ベスト・アルバム『Ballad One』『ALL TIME BEST ～全部このままで～ 1988-2018』にも収録された。
6. 超満天国 [5:40]
  - 作詞：森純太・宮田和弥 / 作曲：森純太
7. どうかな [4:08]
  - 作詞：小林雅之 / 作曲：小林雅之・宮田和弥

小林がメインボーカルを担当。
8. トムの唄 [3:30]
  - 作詞・作曲：宮田和弥
9. I WANT YOU [5:26]
  - 作詞・作曲：寺岡呼人

寺岡がメインボーカルを担当。
ゲストコーラスとして、メジャー・デビュー前の川井健 (Bonnie Duck!?) およびMr.Childrenのメンバー全員が参加している。
10. 2DAYS DRINKER [3:05]
  - 作詞：森純太・宮田和弥 / 作曲：森純太
11. 夢をつけて [5:38]
  - 作詞：宮田和弥 / 作曲：森純太
12. これからも ～0905～ [2:33]
  - 作詞・作曲：森純太

森がメインボーカルを担当。
13. その日まで [3:40]
  - 作詞：森純太・宮田和弥 / 作曲：森純太

本アルバム発売翌年に本楽曲の別バージョンが6thシングル『だから自由はここにある』のカップリング曲として収録された。
14. BAD 〜Ending Theme〜 [2:56]
  - 作詞：JUN SKY WALKER(S) / 作曲：森純太

## 参加ミュージシャン
- JUN SKY WALKER(S)
  - 宮田和弥：Vocal
  - 森純太：Guitar, Vocal (#12)
  - 寺岡呼人：Bass, Vocal (#9)
  - 小林雅之：Drums, Vocal (#7)
- 新井田耕造：Percussion (#7, #9)
- 川井健 (BONNIE DUCK!?)：Chorus (#9)
- 桜井和寿 (MR.CHILDREN)：Chorus (#9)
- 中川敬輔 (MR.CHILDREN)：Chorus (#9)
- 田原健一 (MR.CHILDREN)：Chorus (#9)
- 鈴木英哉 (MR.CHILDREN)：Chorus (#9)

## カバー
PARADE
- 寺岡呼人（1998年、ベスト・アルバム『Love/Life THE BEST OF YOHITO TERAOKA』収録） - 「PARADE '98」としてセルフカバー。
- 寺岡呼人（2013年、ベスト・アルバム『MASTER PIECE』収録） - 再レコーディングされている。